# Monticello, Utah
Monticello (engelskt uttal: [ˌmɒntɪˈsɛloʊ] lyssna (fil)) är en ort (city) i San Juan County i delstaten Utah i USA. Orten hade 1 824 invånare, på en yta av 9,49 km² (2020). Monticello är administrativ huvudort (county seat) i San Juan County.